# Le flibustier

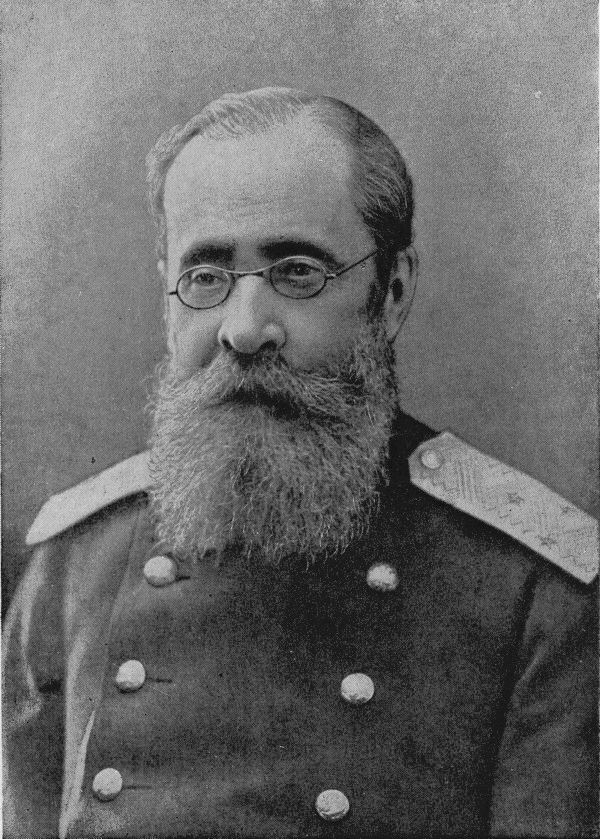
César Cui

Le flibustier är en komisk opera (comédie lyrique) i tre akter med musik av César Cui komponerad 1888-1889. Trots att titeln kan översättas med Piraten är det inte frågan om någon svärdsfäktande drama utan en idyllisk komedi om förväxlade identiteter.
Operan bygger på en pjäs med samma namn av Jean Richepin, som även skrev librettot, som var tillägnat grevinnan Marie-Clotilde-Elisabeth Louise de Riquet. Den hade premiär på Opéra-Comique i Paris den 22 februari 1894 och framfördes fyra gånger. 1908 sattes den upp på nytt av studenter vid Moskvas musikkonservatorium under ledning av Mikhail Ippolitov-Ivanov. En rysk upplaga av pianopartituret trycktes med titeln У моря (U morja = Vid havet). Trots Cuis egen höga uppskattning av verket verkar det inte har satts upp någon mer gång och fick aldrig någon plats i operalitteraturens standardrepertoar.
Samma år som premiären skrev Cui en sällsynt biografisk artikel, "Flibustier i Paris" om sina erfarenheter med operan, som publicerades i den ryska tidskriften Knizhki nedeli.
Cui gjorde en orkestersvit med musik från operan som bestod av Förspelet, Danserna som avslutar akt I och Marschen i akt III.
Den fransk operatiteln har translittererats till kyrillska som Флибустьер eller Флибюстье. Andra ryska varianter på den franska titeln är även Морской разбойник (Morskoj razbojnik) och Пират (Pirat), båda med betydelsen "pirat."

## Personer
- François Legoëz, gammal sjöman: baryton
- Pierre, hans son, en före detta flibustier (pirat): bas
- Jacquemin, en flibustier: tenor
- Janik, François Legoëz barnbarn: sopran
- Marie-Anne, François Legoëz svärdotter: mezzosopran / kontraalt
- Fiskare, fiskarhustrur, flickor: kör

## Handling
Händelserna tilldrar sig i Saint-Malo i slutet av 1600-talet, i kuststaden Legoëz.
Akt I. 

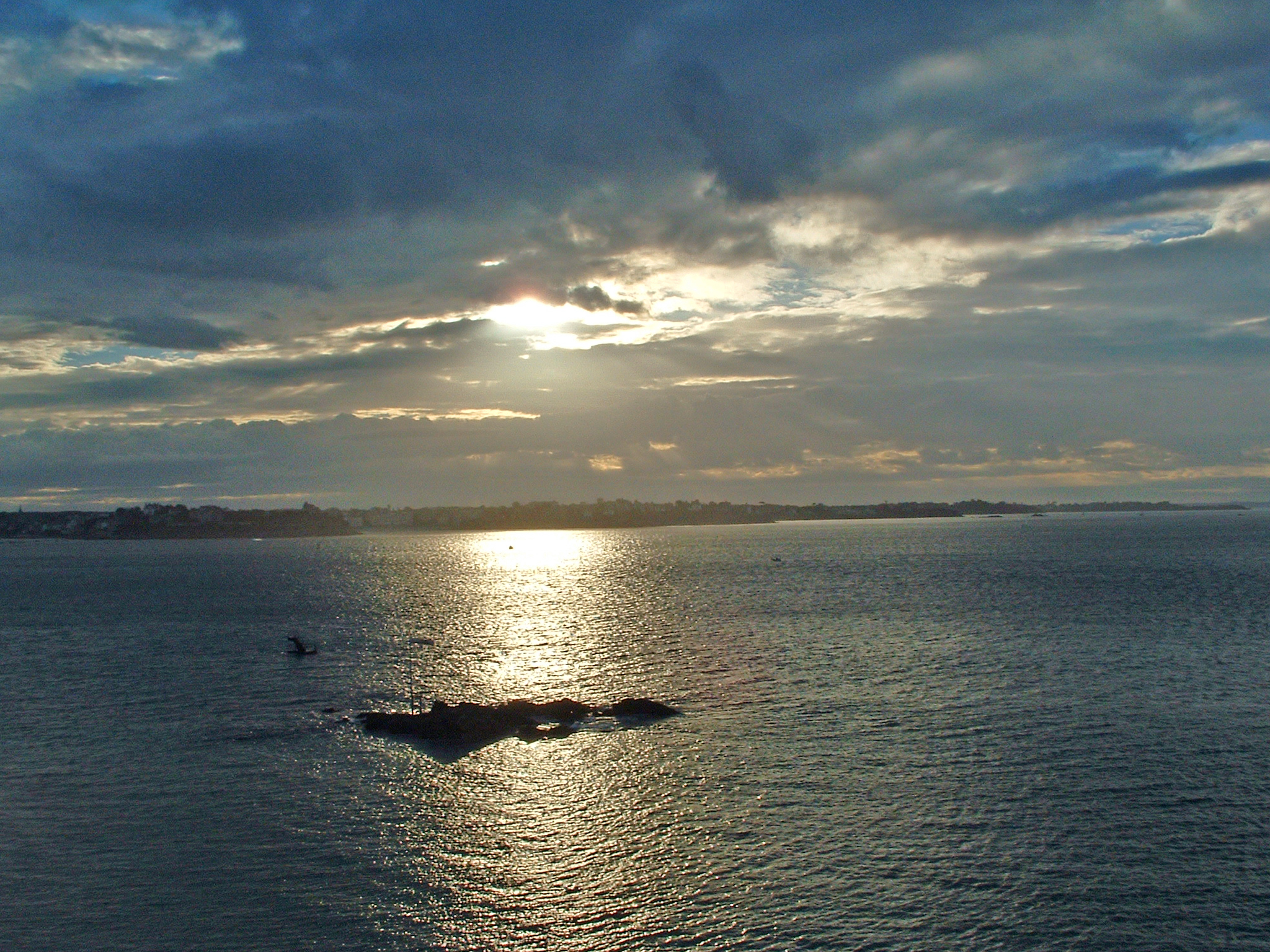
Havsutsikt från Saint-Malo

För åtta år sedan lämnade den då tioårige Pierre hemmet för att pirat. Hans farfar Legoëz och kusin Janik - som älskar honom - hoppades länge att han skulle komma tillbaka.
En dag då endast Marie-Anne är hemma anländer Jacquemin och frågar efter Pierre. Han var en gång hans vän men vet inte vad som hänt med honom. Både han och Marie-Anne är övertygade om att Pierre har omkommit och för att bespara gamle Legoëz de dåliga nyheterna gömmer hon Jacquemin. Men ett missförstånd uppstår då Legoëz kommer in och ser byltet med Pierres tillhörigheter som Jacquemin hade med sig. Han upptäcker den gömde Jacquemin och misstar honom för Pierre. Innan någon förklaring kan ges jublar och dansar alla.
Akt II. 
Vid en välkomstfest berättar Jacquemin om sina äventyr. Janik, som tror att han verkligen är hennes kusin, är än mer förälskad i honom nu. Legoëz, som märker att de två är blyga, ber gästerna att lämna dem i fred en stund. Väl ensamma berättar Jacquemin, som också har förälskat sig i Janik, berättar sanningen för henne. Trots detta älskar hon honom, även om han inte är den Pierre hon kände från barndomen.
Jacquemin lämnar Janik och hennes tant Marie-Anne kommer in. De två kvinnorna omfamnar varandra. Just då gör den riktige Pierre entré och presenterar sig. Legoëz kommer in med Jacquemin, som försöker omfamna sin vän, men Pierre vägrar hälsa på förrädaren. Allt uppdagas och Legoës kör upprört iväg Jacquemin.
Akt III. 
Pierre berättar om sina upplevelse med spanska och engelska fartyg, vilket gjorde honom rik och tillät honom att lämna sjölivet för att gå i land. Han bjuder in Legoëz att komma och bo i hans nya land som ligger långt bort från kustens fuktiga klimat. Legoëz känner inte igen den gamle Pierre. Janik är fortfarande med den förvisade Jacquemin, men Legoëz vill inte höra mer om saken. Alla blir dystra trots Pierres hemkomst.
Marie-Anne berättar för Pierre om den olyckliga bakgrunden till missförståndet (utan att veta om Janiks känslor för Jacquemin) och Pierre berättar vidare för Legoëz, som beslutar sig för att förlåta Jacquemin. Under tiden tittar Jacquemin in för att ta farväl av Janik och Marie-Anne. Pierre kommer in och försonas med Jacquemin. Men när Pierre får kännedom om Janiks känslor för Jacquemin blir han först rasande, men faller till sist till föga. Legoëz kommer in och välsignar barnbarnets giftermål med Jacquemin och leder alla i en hyllningssång till havet.